# Casinaria lamina
Casinaria lamina là một loài tò vò trong họ Ichneumonidae.